# Puuc

Limites gerais da região Puuc.

Puuc é o nome de uma região do estado mexicano de Yucatán, bem como de um estilo arquitectónico dominante nessa mesma região. 
O termo puuc deriva do termo maia para colina ou monte. Dado que esta região é de um modo geral plana, este termo termo é aplicado, por extensão, às grandes elevações de origem cárstica existentes na porção sul de Yucatán (daí as designações montes Puuc e região Puuc). Os montes Puuc estendem-se até ao norte de Campeche e à parte ocidental de Quintana Roo.
O termo puuc é também usado para designar o estilo arquitectónico dos antigos sítios arqueológicos maias situados nos montes Puuc (arquitectura Puuc). Trata-se de um estilo arquitectónico surgido no período clássico tardio e que floresceu durante o período clássico terminal.
No entanto, os limites da região Puuc não coincidem com os limites de ocorrência do estilo arquitectónico, uma vez que existem exemplos deste estilo situados bem para lá dos limites daquela.

## Arquitectura Puuc

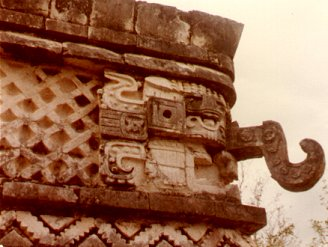
Máscara de Chaac numa esquina em Uxmal.

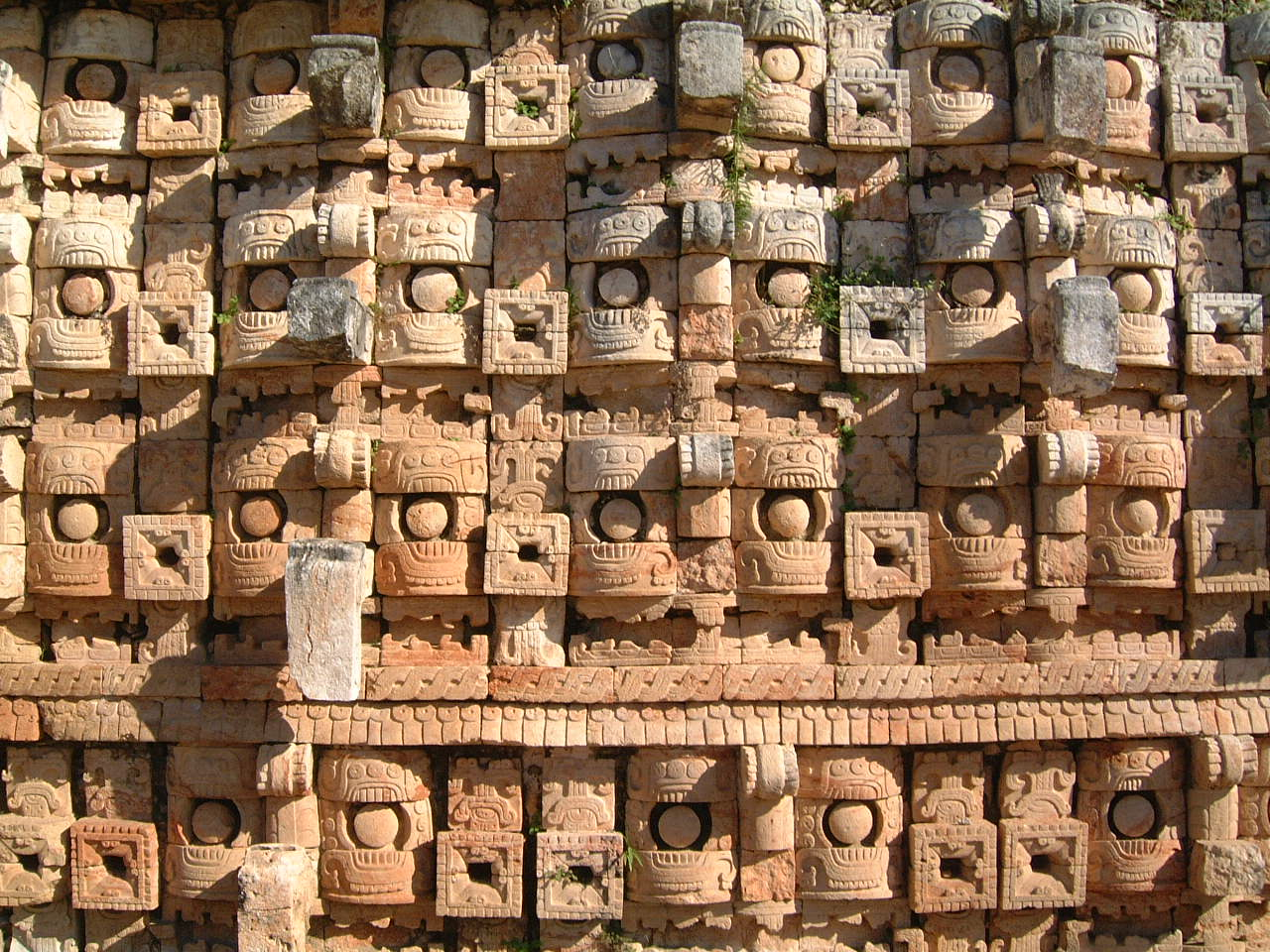
Pormenor da decoração do Codz Poop, Kabáh

No apogeu da arquitectura Puuc (como na antiga cidade maia de Uxmal) os edifícios eram decorados com pedras lavradas cuidadosamente cortadas e aplicadas sobre um núcleo de concreto. A porção inferior das fachadas é lisa constituída por uma superfície plana feita de blocos rectangulares pontuada por umbrais, enquanto a porção superior das fachadas é ricamente decorada com intricados mosaicos de pedra, muitas vezes alternando elementos geométricos repetidos com figuras esculpidas mais elaboradas. Em muitas das construções Puuc encontram-se máscaras com nariz comprido (que se acredita representarem o deus maia da chuva Chaac).
Além dos impressionantes elementos decorativos da arquitectura Puuc, o uso de um núcleo de concreto é também considerado um avanço arquitectónico, para lá da anterior técnica construtiva maia que utilizava pedras maiores (colocadas umas em cima das outras e unidas por argamassa de cal e lama) como suporte estrutural. A alvenaria com núcleo de concreto e revestimento em pedra lavrada, permitia que as divisões interiores fossem ligeiramente mais estáveis e maiores. Muitos dos arcos falsos do estilo Puuc permanecem de pé, apesar de grande parte das pedras lavradas que os revestiam terem caído.
As mais importantes cidades maias que exibem este estilo arquitectónico são Uxmal (a mais famosa), Kabáh, Sayil e Labná, ligadas por sacbés. Pode também ser observado em Kiuic, Bolonchén, Chunhuhub, Xculoc e muitas ruínas menores.
A transição da arquitectura anterior ao período clássico para aquela do estilo Puuc está bem evidenciada em Oxkintok. No sul da zona Puuc pode ser observada em Edzná e a oriente em Chichén Itzá, aqui já fora dos limites da zona Puuc.